# Nogometni klub Koper
Nogometni klub Koper, krajše FC Koper, uradno zaradi sponzorja Luka Koper je slovenski nogometni klub iz Kopra. Klub je eden izmed petih ekip v Sloveniji, ki je osvojil vsa tri domača tekmovanja (ligo, pokal, superpokal).

## Zgodovina

### Zlati časi kluba
Kljub temu se za zlate čase kluba upošteva druga polovica 80-ih, ko je Koper v sezoni 1984/85 osvojil 1. mesto v takratni Slovenski ligi, ki je bila sicer v močnem nogometu nekdanje Jugoslavije 3. rang tekmovanja. Sledila je zgodovinska uvrstitev v 2. jugoslovansko ligo, kjer pa je Koper obstal le eno sezono. V sezoni 1987/88 je bil znova na robu 2. lige, a je v dodatnih kvalifikacijah izpadel proti Bački (1:1, 0:1), zaradi česar je prišlo do velikega osipa gledalcev, ki so ocenili, da je bila tekma »prodana«. Navijačem je bila namreč sumljiva predvsem prva tekma na gostovanju v Bački Palanki, kjer nista smela zaigrati dva ključna igralca, ker misteriozno nista imela podaljšanega sicer rutinskega zdravniškega pregleda. Na povratnem srečanju na koprskem stadionu Bonifika se je zbralo med 8000 in 9000 gledalcev, kar je bilo dotlej doseženo (ali preseženo) le na srečanju z ljubljansko Olimpijo leto pred tem, kasneje pa koprskih nogometašev nikoli več ni spremljalo toliko ljudi.

### Evropska tekmovanja
V sezoni 2007/08 je v prvenstvu zasedel 2. mesto, v letih 2006 in 2007 pa je osvojil slovenski pokal, kar mu je prineslo 3 nastope v pokalu UEFA. Sledil je največji uspeh Nogometnega kluba Koper, in sicer leta 2010, ko je klub pod vodstvom trenerja Nedžada Okčiča osvojil prvi naslov državnih prvakov v samostojni Sloveniji.
V sezoni 2015/16 je igral v kvalifikacijah za Evropsko ligo, kjer je v prvem krogu premagal islandski Víkingur Reykjavík (0:1, 2:2), nato pa izgubil proti hrvaškemu Hajduk Splitu (3:2, 1:4).

## Uspehi
- Državni prvaki: 1 (2009/10)

- Druga liga: 2 (1999/2000), (2019/20)

- Pokalni zmagovalec: 4 (2005/06, 2006/07, 2014/15, 2021/22)
Finalist: 2008/09, Finalist 2024/2025

- SuperPokal Slovenije: 2 (2010, 2015)